# Liste des monuments historiques de Vendôme
Ce tableau présente la liste de tous les monuments historiques classés ou inscrits dans la ville de Vendôme, Loir-et-Cher, en France.

## Liste
| Monument                                                                      | Adresse                                      | Coordonnées                      | Notice         | Protection                    | Date                | Illustration                                                                  |
| ----------------------------------------------------------------------------- | -------------------------------------------- | -------------------------------- | -------------- | ----------------------------- | ------------------- | ----------------------------------------------------------------------------- |
| Abbaye de la Trinité                                                          |                                              | 47° 47′ 28″ nord, 1° 04′ 08″ est | « PA00098633 » | Classé Inscrit Classé Inscrit | 1840 1948 1949 2022 | Abbaye de la Trinité                                                          |
| Arche des Grands Prés, ou Porte d’eau                                         | 2-16 Rue Parisienne                          | 47° 47′ 33″ nord, 1° 04′ 10″ est | « PA00098634 » | Inscrit                       | 1926                | Arche des Grands Prés, ou Porte d’eau                                         |
| Chapelle Saint-Pierre-de-la-Motte                                             | 16 Impasse Saint-Pierre Lamothe              | 47° 47′ 33″ nord, 1° 03′ 50″ est | « PA00098635 » | Inscrit                       | 1948                | Chapelle Saint-Pierre-de-la-Motte                                             |
| Château                                                                       |                                              | 47° 47′ 21″ nord, 1° 03′ 57″ est | « PA00098636 » | Classé Inscrit                | 1840 2021           | Château                                                                       |
| Couvent des Cordeliers, devenu ensuite monastère des bénédictines du Calvaire | 7, rue du Puits                              | 47° 47′ 36″ nord, 1° 04′ 08″ est | « PA00098646 » | Inscrit                       | 1963                | Couvent des Cordeliers, devenu ensuite monastère des bénédictines du Calvaire |
| Église Sainte-Marie-Madeleine                                                 | Place de la Madeleine ; rue Saint-Jacques    | 47° 47′ 39″ nord, 1° 03′ 55″ est | « PA41000022 » | Inscrit                       | 2000                | Église Sainte-Marie-Madeleine                                                 |
| Hôtel de la chambre des comptes (Vendôme)                                     | 7, rue de la Renarderie                      | 47° 47′ 29″ nord, 1° 03′ 58″ est | « PA00098644 » | Inscrit                       | 1948                | Hôtel de la chambre des comptes (Vendôme)                                     |
| Hôtel de ville, ancien lycée Ronsard                                          | 9, rue Saint-Jacques ; 45, rue de la Poterie | 47° 47′ 36″ nord, 1° 04′ 01″ est | « PA00098642 » | Inscrit Classé                | 1978 1921           | Hôtel de ville, ancien lycée Ronsard                                          |
| Logis des hôtes                                                               | Rue de l'Abbaye                              | 47° 47′ 29″ nord, 1° 04′ 04″ est | « PA00098643 » | Inscrit                       | 1951                | Logis des hôtes                                                               |
| Maison, 8, place de la République                                             | 8, place de la République                    | 47° 47′ 28″ nord, 1° 04′ 02″ est | « PA00098641 » | Inscrit                       | 1948                | Maison, 8, place de la République                                             |
| Maison, 16, rue des Quatre-Huyes, à lucarne compagnonnique                    | 16, rue des Quatre-Huyes                     | 47° 47′ 42″ nord, 1° 03′ 40″ est | « PA41000018 » | Inscrit                       | 1999                | Maison, 16, rue des Quatre-Huyes, à lucarne compagnonnique                    |
| Maison à pans de bois, 4, 6, rue de la Renarderie                             | 4, 6, rue de la Renarderie                   | 47° 47′ 29″ nord, 1° 03′ 58″ est | « PA00098638 » | Inscrit                       | 1940                | Maison à pans de bois, 4, 6, rue de la Renarderie                             |
| Maison à pans de bois, 8, rue de la Renarderie                                | 8, rue de la Renarderie                      | 47° 47′ 29″ nord, 1° 03′ 58″ est | « PA00098639 » | Inscrit                       | 1940                | Maison à pans de bois, 8, rue de la Renarderie                                |
| Maison à pans de bois, 10, 12, rue de la Renarderie                           | 10, 12, rue de la Renarderie ; Grande-rue    | 47° 47′ 29″ nord, 1° 03′ 58″ est | « PA00098640 » | Inscrit                       | 1940                | Maison à pans de bois, 10, 12, rue de la Renarderie                           |
| Maison Fisseau                                                                | 6, faubourg Saint-Lubin                      | 47° 47′ 26″ nord, 1° 03′ 50″ est | « PA41000019 » | Inscrit                       | 1999                | Maison Fisseau                                                                |
| Maison Saint-Martin                                                           | Place Saint-Martin                           | 47° 47′ 30″ nord, 1° 04′ 05″ est | « PA00098645 » | Classé                        | 1923                | Maison Saint-Martin                                                           |
| Monument à Rochambeau                                                         | Place Saint-Martin                           | 47° 47′ 30″ nord, 1° 04′ 03″ est | « PA41000072 » | Inscrit                       | 2017                | Monument à Rochambeau                                                         |
| Oratoire de Courtiras                                                         | 49 rue de Courtiras                          | 47° 48′ 13″ nord, 1° 02′ 59″ est | « PA00098637 » | Inscrit                       | 1974                | Image manquante Téléverser                                                    |
| Porte Saint-Georges                                                           | 2 Rue Poterie                                | 47° 47′ 28″ nord, 1° 03′ 50″ est | « PA00098647 » | Classé                        | 1862                | Porte Saint-Georges                                                           |
| Quartier Rochambeau                                                           |                                              | 47° 47′ 25″ nord, 1° 04′ 09″ est | « PA41000024 » | Inscrit                       | 2002 2020           | Quartier Rochambeau                                                           |
| Tour Saint-Martin                                                             |                                              | 47° 47′ 30″ nord, 1° 04′ 00″ est | « PA00098648 » | Classé                        | 1913                | Tour Saint-Martin                                                             |